# Møns Bank
Møns Bank A/S er en dansk lokalbank, der har hovedsæde i Stege på Møn. Banken har ca. 22.000 kunder (pr. 2025) fordelt på filialer i Næstved, Præstø, Rønnede, Vordingborg og hovedkontoret på Storegade i Stege. I august 2025 annoncerede banken at man ville åbne en filial i Køge.
Bankens historie går tilbage til 1877, hvor Møns Discontobank blev etableret. Møns Bank blev grundlagt i 1902, og de to selskaber fusionerede i 1967 under navnet Møns Bank.
I 2012 fusionerede Møns Bank med Fanefjord Sparekasse og i 2013 med Kongsted Sparekasse.
Møns Bank er noteret på Københavns Fondsbørs.